# دايفيد هيغز
دايفيد هيغز (بالإنجليزية: David Higgs)‏ هو معلم موسيقى أمريكي، ولد في 15 يونيو 1957.

## وصلات خارجية
- دايفيد هيغز على موقع IMDb (الإنجليزية)
- دايفيد هيغز على موقع ميوزك برينز (الإنجليزية)